# Chloealtis gracilis
Chloealtis gracilis is een rechtvleugelig insect uit de familie veldsprinkhanen (Acrididae). De wetenschappelijke naam van deze soort is voor het eerst geldig gepubliceerd in 1897 door McNeill.